# Río Liquiñe
El río Liquiñe es un curso natural de agua ubicado en el sector cordillerano de la comuna de Panguipulli, en la Región de los Ríos, Chile. Recibe las aguas de afluentes incluyendo el Río Blanco que corre en sentido norte sur, en este tramo el río va paralelo a la ruta internacional 203-CH.

## Trayecto
El Río Liquiñe nace con la confluencia de los ríos Rañintuleufú y Llizán ubicados en el extremo oriente del sector cordillerano de la comuna de Panguipulli, al sur del Volcán Quetrupillán. Fluye en sentido sur a norte en el tramo que pasa por la localidad de Liquiñe y luego se desvía hacia el norponiente en el sector de Carirriñe hasta juntarse con el Río Reyehueico donde pasa a denominarse Río Cua-Cua.

## Caudal y régimen
El régimen de caudales del río Liquiñe es una excepción en la cuenca del río Valdivia. Mientras que la subcuenca del río Calle-Calle que incluye las subcuencas de sus principales afluentes, los ríos San Pedro y Collileufú tiene un claro régimen pluvial, la única excepción es el río Liquiñe que presenta un régimen pluvio–nival.: 46–51 
La estación pluviométrica del río Liquiñe en Liquiñe se encuentra a 600 m s. n. m. El diagrama muestra un régimen pluvio–nival, ya que sus crecidas ocurren durante el invierno y en menor medida en diciembre, producto de los aportes de lluvias invernales y, en diciembre, de los deshielos. En años lluviosos las crecidas ocurren entre mayo y julio, resultado de importantes aportes pluviales, para luego disminuir gradualmente durante la primavera. En diciembre se pueden observar aumentos en los caudales debido a una leve influencia nival existente en la zona. En años secos los caudales más importantes se deben a la influencia pluvial, ocurriendo entre junio y agosto, mientras que los menores se observan entre diciembre y mayo.

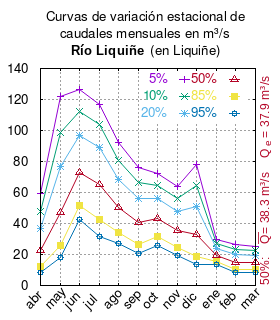
Curvas de variación estacional del río Liquiñe en Liquiñe.

El caudal del río (en un lugar fijo) varía en el tiempo, por lo que existen varias formas de representarlo. Una de ellas son las curvas de variación estacional que, tras largos periodos de mediciones, predicen estadísticamente el caudal mínimo que lleva el río con una probabilidad dada, llamada probabilidad de excedencia. La curva de color rojo ocre (con {\displaystyle {\color {Red}\vartriangle }}) muestra los caudales mensuales con probabilidad de excedencia de un 50%. Esto quiere decir que ese mes se han medido igual cantidad de caudales mayores que caudales menores a esa cantidad. Eso es la mediana (estadística), que se denota Qe, de la serie de caudales de ese mes. La media (estadística) es el promedio matemático de los caudales de ese mes y se denota {\displaystyle {\overline {Q}}}. 
Una vez calculados para cada mes, ambos valores son calculados para todo el año y pueden ser leídos en la columna vertical al lado derecho del diagrama. El significado de la probabilidad de excedencia del 5% es que, estadísticamente, el caudal es mayor solo una vez cada 20 años, el de 10% una vez cada 10 años, el de 20% una vez cada 5 años, el de 85% quince veces cada 16 años y la de 95% diecisiete veces cada 18 años. Dicho de otra forma, el 5% es el caudal de años extremadamente lluviosos, el 95% es el caudal de años extremadamente secos. De la estación de las crecidas puede deducirse si el caudal depende de las lluvias (mayo-julio) o del derretimiento de las nieves (septiembre-enero).

## Población, economía y ecología
Debido a su cercanía con el Volcán Quetrupillán junto a la localidad de Liquiñe afloran numerosas aguas termales.

Diagrama unifilar de la cuenca del río Valdivia.